# Erik Oxenstierna (1624–1656)
Erik Oxenstierna, född den 13 februari 1624 på Fiholm i Södermanland, död den 23 oktober 1656, (av fältsjukan) i Frauenburg i Preussen, var greve av Södermöre och svensk rikskansler.

## Biografi
Erik Oxenstierna var son till rikskanslern Axel Oxenstierna av släkten Oxenstierna och Anna Bååt. Han gifte sig 10 september 1648 i Åbo med Elsa Elisabeth Brahe.
Efter studier i Uppsala, där han blev vän med pfalzgreven Karl Gustav, blev han 1643 överste för ett hästregemente. Redan den 27 februari samma år intogs han att auskultera i senaten, men lämnade samma år Sverige för att anträda studieresor. Dessa varade till 1645, då han återkom.
Den myndigvordna Kristina, som gärna skickade Oxenstiernorna så långt bort som möjligt, utnämnde 1646 Oxenstierna till guvernör i Reval och över Estland, vid samma tid som till Livlands generalguvernör utnämndes hans släkting riksskattmästaren Gabriel Oxenstierna, vilken sålunda blev hans högste chef. Sin guvernörsbefattning skötte han så, att det har sagts, att "knappast någon guvernörs styrelse ägt större betydelse för landets utveckling". Den utövades också under faderns omedelbara ledning.
Vid tiden för Oxenstiernornas återtagande till nåder, hemkallades även Erik Oxenstierna 1652, sedan han 1651 utnämnts till riksråd. År 1652 sattes han i spetsen för det av fadern året förut organiserade Kommerskollegium, fatsän han ej tillträdde tjänsten förrän 1653. Efter Kristinas tronavsägelse 1654 övertog han som vice rikskansler ledningen av kansliärendena, vilka efter faderns frånfälle samma år helt och hållet överlämnades åt honom, då han utnämndes till rikskansler.
I mångt och mycket blev han för Karl X Gustav vad fadern varit för Gustav II Adolf. I såväl inre som yttre angelägenheter spelade han en ledande roll. Riksdagen leddes av honom till det beslut konungen och han själv önskade i reduktionsfrågan 1655. Liksom förut fadern hemfört Gustav Adolfs brud Maria Eleonora av Brandenburg, så hemförde Oxenstierna Karl Gustavs Hedvig Eleonora av Holstein-Gottorp från Holstein 1654. Vid samma tid fick han faderns lagmansdöme, Norrland, och följde 1655 sin konung i fält, där han med överlägsen skicklighet utkämpade de diplomatiska striderna, medan konungen förde svärdet. Sålunda avslöt han med Brandenburg fördragen i Wehlau (Königsberg) och Marienburg 1656, som band kurfursten Fredrik Vilhelm I av Brandenburg såsom vasall till Sveriges krona, samt den 1 september 1656 med holländarna det epokgörande fördraget i Elbing. Redan den 23 december 1655 hade han mottagit generalguvernörsämbetet i Preussen, vilket fadern en gång förvaltat.